# Kanton Prats-de-Mollo-la-Preste
Kanton Prats-de-Mollo-la-Preste (fr. Canton de Prats-de-Mollo-la-Preste) je francouzský kanton v departementu Pyrénées-Orientales v regionu Languedoc-Roussillon. Skládá se ze šesti obcí.

## Obce kantonu
- Coustouges
- Lamanère
- Prats-de-Mollo-la-Preste
- Saint-Laurent-de-Cerdans
- Serralongue
- Le Tech